# Гобято Леонід Миколайович
Леонід Миколайович Гобято (рос. Леонид Николаевич Гобято, 18 лютого 1875, Таганрог — 1 червня 1915, Перемишль) — російський генерал-лейтенант, винахідник міномета.